# 010
010 – debiutancka płyta amerykańskiego zespołu Ulysses. Płyta została zarejestrowana w wersji monofonicznej i ukazała się w 2004 r.

## Spis utworów
1. Push you away – 3:08
2. Television – 4:05
3. Glacier – 2:44
4. The falcon – 2:25
5. Change – 3:26
6. Burning you – 3:07
7. Frustrated – 2:15
8. Castles in Spain – 2:26
9. Evening star – 3:09
10. Her silver veil – 3:50

## Muzycy
- Robert Beatty – instrumenty elektroniczne
- John Ferguson – instrumenty perkusyjne, chórki
- Ben Fulton – bas
- Robert Schneider – gitara, śpiew